# Валютні ресурси
Вал́ютні ресýрси (англ. Foreign exchange resources) – частина золотовалютних резервів країни у вигляді валют інших країн і спеціальних прав запозичення, які  країна використовує у міжнародних розрахунках, стикаючись із труднощами платіжного балансу.